# Anarchizm egoistyczny

Flaga anarchizmu egoistycznego

Anarchizm egoistyczny, egoistyczny anarchizm lub anarchoegoizm, często skracany do po prostu egoizmu, jest szkołą myśli anarchistycznej mającej korzenie w filozofii Maxa Stirnera, XIX-wiecznego filozofa egzystencjalistycznego, którego „imię pojawia się ze sporą regularnością w historycznych badaniach na temat myśli anarchistycznej jako przykład jednego z najwcześniejszych i najbardziej znanych przedstawicieli indywidualistycznego anarchizmu”.  

## Max Stirner i jego filozofia
Johann Kaspar Schmidt (25 października 1806 – 26 czerwca 1856), znany także  jako Max Stirner (pseudonim, który przyjął z czasów szkolnych, nadany mu z powodu wysokiego czoła – niem. Stirn), był niemieckim filozofem, zaliczającym się do literackich prekursorów nihilizmu, egzystencjalizmu, postmodernizmu i anarchizmu, zwłaszcza anarchizmu indywidualistycznego. Głównym dziełem Stirnera jest Jedyny i jego własność. Pierwsza publikacja tej pracy nastąpiła w 1844 r. w Lipsku i od tego czasu ukazała się w licznych wydaniach i tłumaczeniach. 

### Egoistyczna filozofia Stirnera
Filozofia Stirnera jest zwykle nazywana egoizmem. Twierdzi, iż egoista odrzuca dążenie do „wielkiej idei, słusznej sprawy, doktryny, systemu, wzniosłego powołania” i nie ma powołania politycznego, lecz „żyje sam dla siebie”, bez względu na to „jak dobrze lub źle ludzkość sobie z tym poradzi”. Stirner stwierdził, że jedynym ograniczeniem praw jednostki jest zdolność człowieka do uzyskania tego, czego pragnie. Sugeruje, że najczęściej akceptowane instytucje społeczne – w tym pojęcie państwa, własności jako prawo, prawa naturalnego w ogóle i samego konceptu społeczeństwa – są jedynie „upiorami”. Stirner chciał „obalić nie tylko państwo, ale także społeczeństwo jako instytucję odpowiedzialną za członków państwa”.    

## Wpływy i ekspansja

### Wczesny rozwój

#### Europa
Urodzony w Szkocji niemiecki pisarz John Henry Mackay dowiedział się o Stirnerze, czytając kopię History of Materialism and Critique of its Present Importance Friedricha Alberta Langego. Mackay poszukał później egzemplarza Jedyny i jego własność i po zafascynowaniu się nim napisał biografię Stirnera pt. Max Stirner - sein Leben und sein Werk, opublikowaną w języku niemieckim w 1898 roku. Szerzenie stirnerowskiego egoizmu oraz walka z dyskryminacją gejów i biseksualnych mężczyzn prowadzona przez Mackaya wywarła wpływ na Adolfa Branda, który w 1896 r. zaczął publikować pierwsze czasopismo LGBT na świecie, Der Eigene. Nazwa tej publikacji została zaczerpnięta od Stirnera - który wywarł ogromny wpływ na młodego Branda - i odnosi się do koncepcji Stirnera "posiadania samej siebie" przez jednostkę. Der Eigene koncentrowało się na materiałach kulturalnych i naukowych i mógł mieć średnio około 1500 prenumaratorów na numer w ciągu swojego życia. Benjamin Tucker śledził to czasopismo ze Stanów Zjednoczonych.
Inną niemiecką anarchistyczną publikacją, na którą Stirner wywarł duży wpływ, było Der Einzige. Zaczęło się ono ukazywać 1919 r. jako tygodnik, a następnie sporadycznie wychodziło do 1925 r. i było redagowane przez kuzynów – Anselma Ruesta (pseudonim Ernsta Samuela) i Mynonę (pseudonim Salomo Friedlaendera). Jego tytuł został zaczerpnięty z niemieckiej nazwy stirnerowskiej książki Jedyny i jego własność. Innym wpływem była myśl niemieckiego filozofa Friedricha Nietzschego. Publikacja była związana z lokalnym ekspresjonistycznym nurtem artystycznym i przejściem od niego do dadaizmu.
Wpływ Stirnera przejawiał się również w inny sposób w hiszpańskim i francuskim anarchizmie indywidualistycznym. Hiszpański pisarz, Xavier Díez, pisał: "Teoretyczne stanowiska i żywotne doświadczenia francuskiego indywidualizmu są głęboko obrazoburcze i skandaliczne, nawet w kręgach libertariańskich. Nawoływanie do nudystycznego naturyzmu, silna obrona metod kontroli urodzeń, idea "unii egoistów" z wyłącznym uzasadnieniem praktyk seksualnych, które będą starały się wprowadzić w życie, nie bez trudności, ustanowią sposób myślenia i działania, i zaowocują sympatią wśród niektórych i silnym odrzuceniem wśród innych".

#### Japonia
Jun Tsuji był japońskim anarchistą, epikurejskim i dadaistycznym muzykiem grającym na shakuhachi, a także aktorem i artystą, który po odkryciu filozofii Stirnera i fascynacji nią, jako pierwszy przetłumaczył Jedynego i jego własność na język japoński. Stirner wpłynął również na japońskiego pisarza i działacza anarchistycznego Sakae Ōsugi, który inspirował się także Friderichem Nietzschym, Henrim Bergsonem, Piotrem Kropotkinem i Georgesem Sorelem.

### Połowa XX wieku
W latach sześćdziesiątych XX wieku francuski anarchokomunista Daniel Guérin w Anarchism: From Theory to Practice twierdził, że Stirner "zrehabilitował jednostkę w czasie, gdy pole filozoficzne było zdominowane przez heglowski antyindywidualizm, a większość reformatorów w dziedzinie społecznej została doprowadzona przez występki burżuazyjnego egoizmu do podkreślenia jego przeciwieństwa" i wskazał na "śmiałość i zakres jego myśli".
Brytyjski pisarz Herbert Read był pod silnym wpływem egoizmu, który później zbliżył się do egzystencjalizmu. W Herbert Read Reassessed pisze, że w Read's Education Through Art (1943) David Goodway pisze: "Mamy tu egoizm Maxa Stirnera zasymilowany w anarchokomunizmie Piotra Kropotkina". Cytuje Read'a za to stwierdzenie, które pokazuje wpływ egoizmu: "Wyjątkowość nie ma praktycznej wartości w izolacji. Jedną z najpewniejszych lekcji współczesnej psychologii i ostatnich doświadczeń historycznych jest to, że edukacja musi być procesem nie tylko indywiduacji, ale także integracji, która jest pogodzeniem indywidualnej wyjątkowości z jednością społeczną [...] jednostka będzie «dobra»  w takim stopniu, w jakim jej indywidualność jest realizowana w organicznej całości wspólnoty".